# بلکبرن ولوس
بلکبرن ولوس (به انگلیسی: Blackburn_Velos) یک هواگرد ملخ‌پیشین تک‌موتوره از نوع گشت دریایی ساخت شرکت هواگردسازی بلک‌برن، Greek National Aircraft Factory (KEA) است. هواگرد بلکبرن ولوس نخستین پروازش را در ۱۹۲۵ میلادی انجام داد. در مجموع، تعداد ۲۲ فروند از این هواگرد ساخته شده‌است.